# Saint-Malachie
Saint-Malachie est une municipalité de paroisse dans la MRC de Bellechasse au Québec (Canada), située dans la région administrative de Chaudière-Appalaches.

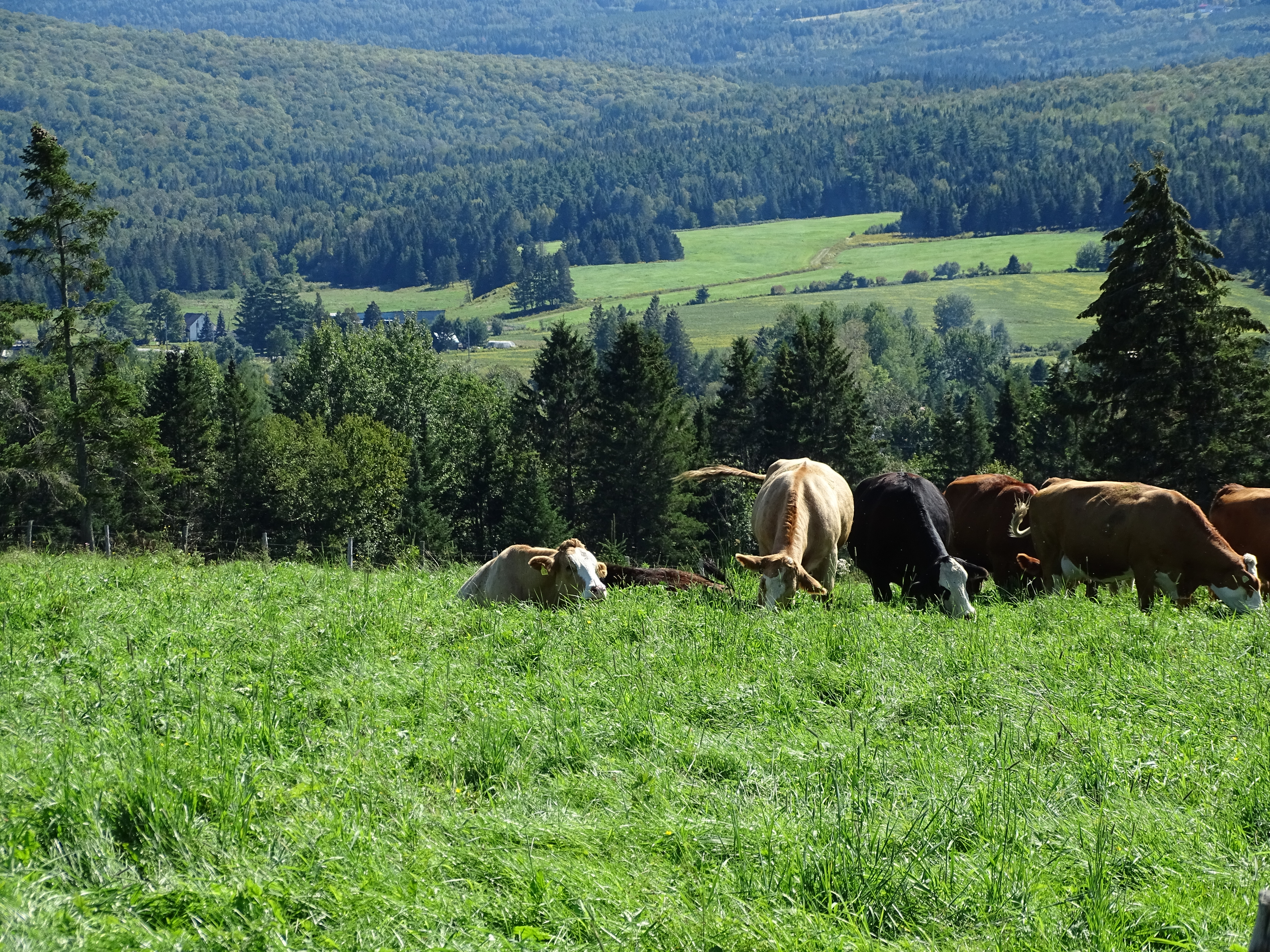
Paysage agricole à Saint-Malachie

## Toponymie
Elle est nommée en l'honneur Malachie d'Armagh, premier saint irlandais, reflétant ainsi l'origine ethnique des colons irlandais qui fondèrent cette paroisse. Avant l'érection canonique de la paroisse de St-Malachie, ce village était connu sous le nom de East Frampton.

## Géographie
Plusieurs cours d'eau alimentent la rivière Etchemin, qui traverse la municipalité du nord-ouest au sud-est, dont les rivières Desbarats, Pyke et Henderson qui ont leur confluence rive gauche dans l'ouest de la municipalité. La rivière des Abénaquis traverse la limite nord-est de la municipalité.

## Démographie
| 1871  | 1881  | 1891  | 1901  | 1911  | 1921  |
| ----- | ----- | ----- | ----- | ----- | ----- |
| 1 106 | 1 278 | 1 482 | 1 372 | 1 442 | 1 525 |

| 1931  | 1941  | 1951  | 1956  | 1961  | 1966  |
| ----- | ----- | ----- | ----- | ----- | ----- |
| 1 354 | 1 367 | 1 420 | 1 464 | 1 330 | 1 259 |

| 1971  | 1976  | 1981  | 1986  | 1991  | 1996  |
| ----- | ----- | ----- | ----- | ----- | ----- |
| 1 195 | 1 163 | 1 265 | 1 270 | 1 213 | 1 355 |

| 2001  | 2006  | 2011  | 2016  | 2021  | - |
| ----- | ----- | ----- | ----- | ----- | - |
| 1 348 | 1 413 | 1 489 | 1 517 | 1 667 | - |

## Administration
Le conseil municipal de Saint-Malachie est composé d'un maire et de six conseillers qui sont élus en bloc à tous les quatre ans sans division territoriale.
Les élections municipales se font en bloc pour le maire et les six conseillers.
| Saint-Malachie Maires depuis 2001                                                                                    |                 |         |          |
| Élection | Maire           | Qualité | Résultat |
| 2001 | Marcel Asselin  |         | Voir     |
| 2005 | Vital Labonté   |         | Voir     |
| 2009 | Vital Labonté   | Voir    |          |
| 2013 | Donald Therrien |         | Voir     |
| 2017 | Denis Laflamme  |         | Voir     |
| 2021 | Larry Quigley   |         | Voir     |
| Élection partielle en italique Depuis 2005, les élections sont simultanées dans toutes les municipalités québécoises |                 |         |          |

## Culture

### Blason

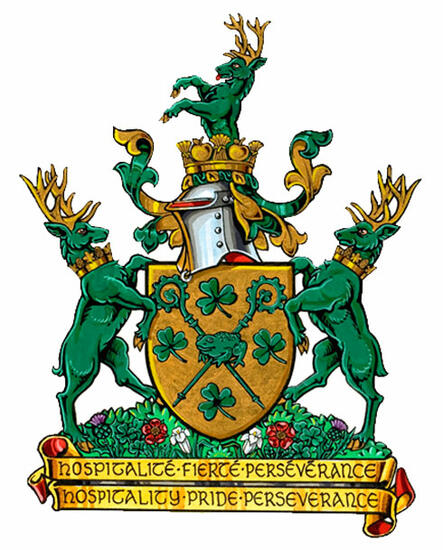

La couleur jaune représente l'industrie dominante de Saint-Malachie, à savoir l'agriculture, notamment la production laitière l'élevage de volailles, de bœuf et de porc. Les deux crosses symbolisent l'homonyme de la municipalité, Malachie d'Armagh, archevêque irlandais du XIIe siècle. Le crapaud, au centre, rappelle la grande infestation de 1873. Trois cerfs de Virginie, espèce omniprésente dans la région, se tiennent sur un monticule herbeux orné de lys, de roses, de trèfles et de chardons, et portent au cou des couronnes ornées de feuilles d'érable et de cônes de sapin. Les chardons renvoient aux origines écossaises des premiers propriétaires fonciers de la municipalité, tandis que les trèfles représentent les migrants irlandais qui s'y sont installés au XIXe siècle et dont l'héritage a laissé une empreinte importante sur la culture locale.

## Géographie
Saint-Malachie est bordée par la rivière Etchemin Sud et le ruisseau Tough. L'endroit attire les amateurs de chasse et de pêche (surtout à la truite mouchetée). Le sentier pédestre de 27,3 kilomètres offre un parcours pittoresque aux amateurs de plein air. Le village abrite également le mont Kinsella, sommet qui offre une vue panoramique sur le village.

### Climat
Le climat est de type continental humide, sans saison sèche, avec un été tempéré (Dfb) selon la classification de Köppen-Geiger. Au cours de l'année, la température moyenne est de 4,6 °C et les précipitations sont en moyenne de 1030,6 mm. Les précipitations varient de 42,8 mm entre le mois le plus sec et le mois le plus humide. L'amplitude thermique tout au long de l'année est de 30,2°C.
La température la plus élevée enregistrée à Saint-Malachie a été de 34 °C, le 9 septembre 2002, et la plus froide a été de -38 °C, le 16 janvier 2009.

### Géologie
Le socle rocheux se compose principalement de formations sédimentaires et volcaniques d'âge cambro-ordovicien, orientées vers le nord-est, fortement plissées et étroitement faillées.

## Personnalités

### Artistes
- Miville Couture (1916–1968), animateur de radio et comédien à Radio-Canada.

### Politiciens et fonctionnaires
- Francis O'Farrell (1919–1992), député à l'Assemblée nationale pour le Parti libéral du Québec de 1964 à 1966 dans Dorchester[7].

- Paul-Henri Picard (1923–2002), député à l'Assemblée nationale pour l'Union nationale de 1966 à 1970 dans Dorchester[8].

- Glenn O'Farrell, C.M. (1958–), avocat, ancien PDG du Groupe Média TFO et membre de l'Ordre du Canada[9].

### Militaires
- Le major Joseph Phydime Lionel Gosselin (1911–1951) est mort au combat le 9 juillet 1951[10].

- Le soldat Joseph Marius Cameron (1924–1944) est mort au combat le 10 août 1944[11].